# Staart-sigma-algebra
In de maattheorie is een staart-σ-algebra van een rij σ-algebra's in een meetbare ruimte een speciale σ-algebra die het limietgedrag van de σ-algebra's beschrijft. De staart-σ-algebra is a.h.w. een deel van de 'staart' van de σ-algebra's, d.w.z. deel van elk willekeurig eind van de rij.
Staart-σ-algebra's bevatten alle gebeurtenissen waarvan het optreden niet beïnvloed wordt door het begin van de rij. Zij vinden toepassing in de studie van limieten. De bekendste toepassing is de Nul-één-wet van Kolmogorov.

## Definitie
Laat {\displaystyle (\Omega ,{\mathcal {A}})} een meetbare ruimte zijn en {\displaystyle ({\mathcal {A}}_{n})_{n\in \mathbb {N} }} een rij deel-σ-algebra's van {\displaystyle {\mathcal {A}}}. Dan heet de σ-algebra
{\displaystyle {\mathcal {T}}(({\mathcal {A}}_{n})_{n\in \mathbb {N} })=\bigcap _{k=1}^{\infty }\sigma \left(\bigcup _{l=k}^{\infty }{\mathcal {A}}_{l}\right)}
de staart-σ-algebra van de rij σ-algebra's of eenvoudigweg de staart-σ-algebra.
Hierin is
{\displaystyle \sigma \left(\bigcup _{l=k}^{\infty }{\mathcal {A}}_{l}\right)}
de σ-algebra voortgebracht door de deel-σ-algebra's vanaf de index {\displaystyle k}.
De staart-σ-algebra van een aantal gebeurtenissen {\displaystyle (A_{n})_{n\in \mathbb {N} }} wordt gedefinieerd als de staart-σ-algebra van de rij σ-algebra's {\displaystyle {\mathcal {A}}_{n}=\{A_{n},A_{n}^{c},\varnothing ,\Omega \}}.
De staart-σ-algebra van een aantal stochastische variabelen {\displaystyle (X_{n})_{n\in \mathbb {N} }} wordt gedefinieerd als de staart-σ-algebra van de rij σ-algebra's {\displaystyle (\sigma (X_{n}))_{n\in \mathbb {N} }} voortgebracht door de stochastische variabelen.
De notatie voor de staart-σ-algebra nis niet eenduidig in de literatuur. Een van de notaties is met {\displaystyle {\mathcal {A}}} (voor "asymptotisch"), maar ook {\displaystyle {\mathcal {T}}_{\infty },{\mathcal {G}}_{\infty },{\mathcal {E}}_{\infty }} en {\displaystyle \sigma _{\infty }} komen voor.

## Afgeleide begrippen
Elke gebeurtenis in de staart-σ-algebra wordt een staartgebeurtenis of asymptotische gebeurtenis genoemd.
Een functie {\displaystyle f\colon X\to {\overline {\mathbb {R} }}} die {\displaystyle {\mathcal {T}}({\mathcal {B}}({\overline {\mathbb {R} }}))}- meetbaar is, heet een staartfunctie.

## Uitleg
De betekenis van de staart-σ-algebra wordt duidelijker door de volgende definitie: de σ-algebra
{\displaystyle {\mathcal {C}}_{k}=\sigma \left(\bigcup _{l=k}^{\infty }{\mathcal {A}}_{l}\right)}
bevat alle gebeurtenissen uit de σ-algebra's {\displaystyle {\mathcal {A}}_{l}} voor {\displaystyle l\geq k}.
De staart-σ-algebra is de doorsnede van al deze stelsels {\displaystyle {\mathcal {C}}_{k}}
{\displaystyle {\mathcal {T}}=\bigcap _{k=1}^{\infty }{\mathcal {C}}_{k}}
en omvat dus die gebeurtenissen die zijn bevat in alle {\displaystyle {\mathcal {C}}_{k}}. De staart-σ-algebra bevat dus alle gebeurtenissen die niet afhankelijk zijn van de eerste {\displaystyle k} σ-algebra's voor elke {\displaystyle k}. Een verandering van een eindig aantal van deze σ-algebra's verandert dus niet staart-σ-algebra.

## Eigenschappen
- de staart-σ-algebra is niet triviaal in de zin dat ze meer gebeurtenissen bevat dan alleen de uitkomstenruimte {\displaystyle \Omega } en de lege verzameling. Zo zijn bijvoorbeeld de limsup en de liminf van rijen gebeurtenissen als staartgebeurtenissen opgenomen, dus in de staart-σ-algebra. Ook zijn er niet-triviale staartfuncties. Zij omvatten bijvoorbeeld de limsup en de liminf van een rij stochastische variabelen, en de grenzen van Cesarosommen.
- Een van de belangrijkste uitspraken over de staart-σ-algebra is de Nul-één-wet van Kolmogorov, die zegt dat als {\displaystyle ({\mathcal {A}}_{n})_{n\in \mathbb {N} }} onafhankelijke σ-algebra's zijn op de kansruimte {\displaystyle (\Omega ,{\mathcal {A}},P)}, de  staart-σ-algebra {\displaystyle {\mathcal {T}}} een P-triviale σ-algebra is, wat betekent dat voor elke staartgebeurtenis {\displaystyle A\in {\mathcal {T}}} geldt: {\displaystyle P(A)=0} of {\displaystyle P(A)=1}.
- Bovendien is de staart-σ-algebra steeds in de uitwisselbare σ-algebra {\displaystyle {\mathcal {E}}} bevat. Is {\displaystyle X=(X_{n})_{n\in \mathbb {N} }} een uitwisselbare rij stochastische variabelen, dan is er ook voor elke uitwisselbare  gebeurtenis {\displaystyle A\in {\mathcal {E}}} een staartgebeurtenis {\displaystyle B\in {\mathcal {T}}}, zo, dat de kans op het symmetrisch verschil 0 is: {\displaystyle P(A\triangle B)=0}.